# Platt (Kent)
Platt es una parroquia civil y un pueblo del distrito de Tonbridge and Malling, en el condado de Kent (Inglaterra).

## Geografía
Según la Oficina Nacional de Estadística británica, Platt tiene una superficie de 6,96 km².

## Demografía
Según el censo de 2001, Platt tenía 1420 habitantes (49,51% varones, 50,49% mujeres) y una densidad de población de 204,02 hab/km². El 18,87% eran menores de 16 años, el 70,85% tenían entre 16 y 74 y el 10,28% eran mayores de 74. La media de edad era de 42,74 años. Del total de habitantes con 16 o más años, el 17,71% estaban solteros, el 66,84% casados y el 15,45% divorciados o viudos.
El 92,89% de los habitantes eran originarios del Reino Unido. El resto de países europeos englobaban al 2,39% de la población, mientras que el 4,72% había nacido en cualquier otro lugar. Según su grupo étnico, el 97,67% eran blancos, el 1,27% mestizos, el 0,85% asiáticos y el 0,21% negros. El cristianismo era profesado por el 75,18%, el judaísmo por el 0,78%, el islam por el 0,49% y cualquier otra religión, salvo el budismo, el hinduismo y el sijismo, por el 0,21%. El 13,75% no eran religiosos y el 9,59% no marcaron ninguna opción en el censo.
671 habitantes eran económicamente activos, 662 de ellos (98,66%) empleados y 9 (1,34%) desempleados. Había 564 hogares con residentes, 14 vacíos y 5 eran alojamientos vacacionales o segundas residencias.